# David Kenny
David Kenny (10 de enero de 1999) es un deportista de Irlanda que compite en atletismo. Ganó una medalla de plata en el Campeonato Europeo de Atletismo Sub-23 de 2021, en la prueba de 20 km marcha.